# Margaritaria rhomboidalis
Margaritaria rhomboidalis är en emblikaväxtart som först beskrevs av Henri Ernest Baillon, och fick sitt nu gällande namn av Grady Linder Webster. Margaritaria rhomboidalis ingår i släktet Margaritaria och familjen emblikaväxter.
Artens utbredningsområde är Madagaskar. Inga underarter finns listade i Catalogue of Life.